# Symphorien Champier
Symphorien Champier (Saint-Symphorien, 1471 – 1539) è stato un medico francese, imparentato con Pierre Terrail de Bayard per mezzo della moglie Marguerite Terrail.

## Biografia
Medico a Montpellier, Champier è stato il medico personale di Antonio di Lorena, che seguì in Italia con Luigi XII, partecipando a diverse battaglie, stabilendosi poi definitivamente a Lione. Svolse la sua professione a Lione con François Rabelais (che scrisse di lui in maniera satirica in Gargantua e Pantagruel), dove fondò il Collegio dei medici di Lione. Svolse il servizio civico di assessore e contribuì a numerose fondazioni locali, in particolare L'Ecole des Médecins de Lyon ("La scuola dei medici di Lione").
La sua fama era considerevole a Lione, che nel XVI secolo fu il luogo in cui si stamparono il maggior numero di libri di medicina in Francia, con editori come Sébastien Gryphe. Oltre alla scienza medica, Champier studiò greco e arabo e compose un gran numero di opere storiche, tra cui Chroniques de Savoie nel 1516 e Vie de Bayard nel 1525.
Si occupò anche di occultismo e compose un trattato minore circa l'origine e l'antichità di Lione, tradotto in francese da Guillaume Ramèze col titolo di Origine et antiquité de la cité de Lyon, su commissione di Jean sala.

A sua volta, il trattato introduce l'Histoire de Palanus, una biografia celebrativa del conte di Lione, pervenuta in un unico manoscritto. Esso descrive l'esilio del giovane nobile nelle corti straniere e la sua esperienza dell'amor cortese, il ritorno nel luogo nativo per difendere il popolo da un invasore e l'elevazione del valoroso cavaliere al governo delle sue terre native.